# Människoätande djur

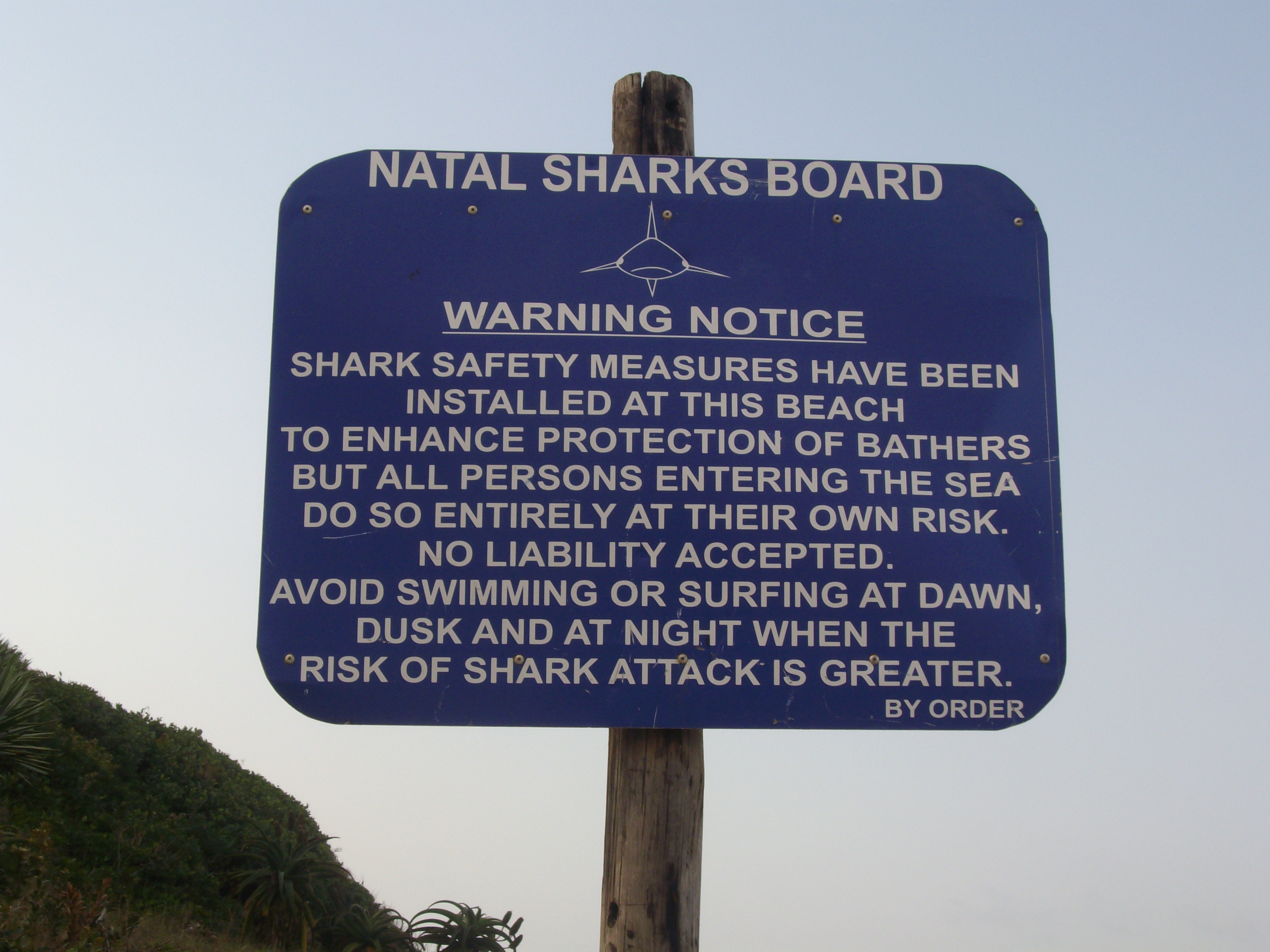
Skylt i Sydafrika som varnar för hajar.

Människoätande djur är djur som kan anfalla levande människor för att äta dem. Asätare och parasiter brukar undantas från begreppet. De flesta fallen där djur har ätit människor är tigrar, leoparder, lejon och krokodiler. Men det finns betydligt fler djur som skulle kunna äta människor om de fick chansen, till exempel björnar, hyenor, pumor, vildsvin och hajar (dock har de senare blivit sjuka av människokött och trott att människorna var sälar).

## Djur som dokumenterats äta människor
- Kattdjur: lejon, tiger, leopard
- Björnar: isbjörn, svartbjörn, läppbjörn, brunbjörn
- Hovdjur: Vildsvin
- Kräldjur: Krokodiler, ormar
- Fiskar: Hajar (hajar har dock ätit människokött av misstag, plus när man matar fläskkött till hajar blir de senare sjuka av det, enligt en del forskare), pirayor (pirayor är fiskar som kan äta människokött utan att bli sjuka)

## Kattdjur

### Tigrar
Tigrar har rapporterats dödat fler människor än alla andra kattdjur.[källa behövs] Under tidigt 1900-tal dödades omkring 1 000 personer av tigrar i Indien, varav en stod för mer än 430 av offren. Tigrar dödade 129 personer i Sundarbans mangroveskogar mellan 1969 och 1971. Till skillnad från leoparder och lejon, går människoätande tigrar sällan in i mänskliga boningar för fånga byte, utan oftast har attackerna skett inom tigerns territorium. Dessutom sker attackerna då det fortfarande är ljust, vilket inte är vanligt då det gäller leoparder och lejon. Sundarbans skogar är hem åt cirka 600 Bengaliska tigrar som innan modern tid brukade "regelbundet döda femtio eller sextio personer per år". På grund av en förlust av habitat efter Cyklonen Sidr år 2008 ökade antalet attacker på människor i den indiska delen av Sundarbanskogarna, eftersom tigrarna tog sig från Bangladesh till Indien.

### Lejon
Huvudartikel: Lejon
Det finns utsagor om att lejon har bedrivit jakt på människor. Lejon blir människoätande på grund av samma anledningar som tigern, svält, ålder eller sjukdom, men det har rapporterats om vissa fall där inga av de nämnda anledningarna har varit orsaken till människoätning.[källa behövs] Till de mest kända fallen hör två lejon som 1898 dödade flera indiska och afrikanska arbetare i före detta Brittiska Östafrika, som idag är Kenya. Dessa lejon blev kända som Människoätarna från Tsavo. Arbetarna var anställda för att bygga en bro för järnvägen. Det påstås att 135 människor föll offer för dessa lejon, men enligt nyare undersökningar var det "bara" omkring 35 personer som blev uppätna.Trots det har dessa lejon blivit kända som Människoätarna från Tsavo.
Ledaren för byggprojektet, den brittiska överstelöjtnanten John Henry Patterson, behövde nio månader för att hitta och skjuta de två lejonen. Lejonen var två individer av hankön som saknade man, men var ovanligt stora. De hade en längd på 295 respektive 290 centimeter och en mankhöjd på 120 respektive 115 centimeter. Händelserna vid brobygget har inspirerat till två Hollywoodproduktioner: en film från 1952, som också var den första tredimensionella filmen, med det engelska namnet "Bwana Devil", och en från 1996 med titeln "The Ghost and the Darkness". Båda lejonen finns uppstoppade i Field Museum of Natural History i Chicago.

### Leoparder
Endast någon enstaka procent av leoparderna är människoätare, men de har varit ett stort problem i vissa områden. En enskild leopard i Indien dödade exempelvis över 200 människor. Till skillnad från lejon och tigrar, som ofta blir människoätare på grund av fysisk svaghet, har leoparder ofta blivit det efter att ha förtärt människolik och fått smak för människokött.

## Primater
De enda dokumenterade människoätarna bland hominiderna är människan själv och den vanliga schimpansen.

## Hunddjur

### Vargar
I motsats till andra köttätande däggdjur som är kända för att attackera människor för föda är antalet belägg där vargar har försökt döda människor ganska få. Dödliga attacker mot människor som utförts av vargar har förekommit. I de sällsynta fall där människoätande vargangrepp har inträffat har de flesta offren varit barn. Tillvänjning är en känd faktor som bidrar till fler människoätande vargattacker. Detta har resulterat i att vargarna har levt nära mänskliga boningar under längre tider, och därmed förlorat sin rädsla för människor. Tillvänjning kan också ske när människor avsiktligt uppmuntrar vargar att närma sig dem, vanligen genom att erbjuda dem mat, eller oavsiktligt när människor inte avskräcker dem i tillräckligt hög grad. Detta bekräftas i undersökningar som visar att vargar i skyddade områden är mer benägna att gå till attack mot människor än vargar i de områden där de aktivt jagas.

### Dingor
Det är sällan dingor attackerar människor. I Australien finns endast tre dokumenterade fall med dödlig utgång, alla offren har varit barn. Det mest kända fallet var försvinnandet av spädbarnet Azaria Chamberlain. Hennes föräldrar hävdade att de såg en dingo bära iväg henne från deras tält när familjen campade i Uluru.

### Prärievargar
Nästan alla dokumenterade prärievargattacker mot människor har misslyckats. Bortsett från fallen med treåriga Kelly Keen och nittonåriga Taylor Mitchell har alla kända mänskliga offren överlevt. Endast i det sistnämnda dödsfallet blev offret delvis uppätet.

## Björnar
Isbjörnen, som är nästan helt ovan vid närvaron av människor, är den enda björnarten som aktivt jagar människor för föda. Med rätt försiktighetsåtgärder kan de dock enkelt avskräckas. Dessa björnar är på betydligt större risk från jägare, trots globala förbud. Även om björnar sällan attackerar människor kan dess attack vara dödlig på grund av björnens storlek och enorma styrka. Björnar attackerar oftast människor i syfte att försvara sitt territorium, sitt fällda byte eller sina ungar. Björnattacker mot människor i predationssyfte är ytterst sällsynta, men kan inträffa om björnen är sjuk, skadeskjuten eller om dess naturliga bytesdjur är begränsade. Detta leder till att björnen kan attackera och äta vad den än lyckas komma åt. Ett väldokumenterat fall var dokumentärfilmaren Timothy Treadwell och hans flickvän Amie Huguenard, som båda dödades och blev uppätna av en eller flera grizzlybjörnar under sin vistelse i Katmai nationalpark, Alaska. Detta inträffade 5 oktober 2003. Björnen som dödade dem sköts inte långt därefter, varpå rester av mänskliga kroppsdelar och kläder hittades i dess mage. I juli 2008 dödade ett dussintal svältande björnar två geologer som arbetade på ett laxkläckeri i Kamtjatka. Efter att de delvis uppätna resterna av de två arbetarna upptäcktes av myndigheterna skickade de ut en grupp krypskyttar för att jaga björnarna.
Även om kragbjörnen vanligtvis är ett skyggt och försiktigt djur är den mer aggressiv mot människor än den eurasiatiska brunbjörnen. I vissa delar av Indien och Myanmar är läppbjörnen mer fruktad än tigrar på grund av sitt oförutsägbara temperament. 1957 var det en ovanligt aggressiv läppbjörn som anföll flera människor i Indien varav 12 attacker var dödande. Björnen kallades Mysores Läppbjörn och dödades samma år av storviltsjägaren Kenneth Anderson.

## Hyenor
Både den fläckiga hyenan och den mindre strimmiga hyenan är kraftfulla rovdjur och fullt kapabla att döda fullvuxna människor. Det har hänt att de har attackerat människor när det finns ont om andra bytesdjur. Liksom de flesta rovdjur tenderar hyenor att huvudsakligen attackera kvinnor, barn och handikappade män, men båda arterna har ibland även attackerat friska, vuxna män.

## Svin

### Grisar
Grisar är allätare och fullt kapabla att döda hjälplösa människor. 2014 blev en tvåårig kinesisk pojke dödad och uppäten av en sugga efter att ha krupit in i dess inhägnad och närmat sig griskultingarna, varpå modern i beskyddande syfte reagerade aggressivt.

### Vildsvin
Vildsvin är allätare och det har funnits några incidenter där de har ätit upp människor levande.

## Reptiler

### Krokodiler och alligatorer
Krokodilattacker mot människor är vanliga i områden där stora krokodiler lever i närheten av mänskliga boningar. Av de 23 krokodilarterna är dock endast sex ansedda som farliga för fullvuxna människor. De två som anses vara särskilt farliga, och som i många dokumenterade fall har ätit upp människorna de har dödat, är nilkrokodilen och deltakrokodilen. Dessa är ansvariga för fler attacker och fler dödsfall än något annat vilt rovdjur som angriper människor för föda. I Afrika dör i snitt ett hundratal människor varje år från attacker av nilkrokodiler. En enskild nilkrokodil, kallad Gustave, tros ha dödat och ätit så mycket som 300 människor i Ruzizifloden, Burundi, efter att ha fått smak för människokött. Även om deltakrokodilen, som lever i Sydostasien och norra Australien, också är en fruktad människoätare så har den inte utfört lika många dokumenterade dödsattacker mot människor som nilkrokodilen. Detta kan bero på att lokalbefolkningen i dess utbredningsområde är mer försiktiga, och att den därmed inte lika ofta kommer i kontakt med människor. Sumpkrokodilen är också väldigt farlig för människor, och har varje år dödat många människor i Indien. Spetskrokodilen, som lever i Centralamerika, är ansedd som mindre aggressiv, och bara ett fåtal (obekräftade) rapporter finns om att den skulle ha anfallit och dödat människor.
Den amerikanska mississippialligatorn har sällan utfört predationsanfall mot människor, trots dess kapacitet att döda djur som är minst lika stora. Den tycks vilja undvika kontakt med människor om möjligheten finns. Även om dödliga attacker mot människor har inträffat har de inte möjligtvis skett i predationssyfte. Den svarta kajmanen är också ansvarig för ett flertal dödliga attacker mot människor i Amazonas.

### Ormar
Endast ett fåtal ormarter är kapabla att döda och svälja en fullvuxen människa, varav alla dödar sitt byte genom att krama ihjäl det istället för med gift. Även om det inte inträffar så ofta så finns det rapporterade fall om jätteormar som har kvävt och försökt att svälja människor. Vissa av dessa händelser har även inträffat i fångenskap. Då ormar sväljer sina byten hela kan dock axelbredden hos en fullvuxen människa innebära problem vid förtäring, även för mycket stora ormar. Många forskare är däremot övertygade om att vissa ormar inte skulle ha något problem med att svälja människor upp till tonåren. Ormarterna som främst förknippas som människoätare är nätpyton, grön anakonda, afrikansk klippyton och burmesisk pyton. En annan ormart som möjligtvis skulle kunna döda och svälja en människa är ametistpyton.

### Ödlor
Den stora komodovaranen är den enda kända ödlearten som ibland har anfallit och ätit människor, framför allt barn.

## Fiskar

### Hajar
Till skillnad från den allmänna uppfattningen, så är det bara ett fåtal hajar som är farliga för människor. De fyra hajarterna som anses vara farligast för människan är tjurhajen, vithajen, tigerhajen och årfenhajen då dessa har varit inblandade i ett betydande antal oprovocerade attacker. Dessa hajar, som är både stora och kraftfulla, kan anfalla och döda människor; men de har alla filmats i öppet vatten utan bur. Oftast har de inte ätit människor utan bara dödat dem, för att de kände sig hotade, men det har funnits incidenter där dem av misstag ätit upp en människa, för att de trodde att det var en säl, vilket resulterade i att hajen blev sjuk.

### Pirayor
Dödliga pirayaattacker mot människor har inträffat. Under 2011 blev en artonårig, berusad man attackerad och dödad i Rosario del Yata, Bolivia. Under 2012 blev en femårig brasiliansk flicka attackerad och dödad av ett stim rödbukspirayor.

### Malar
Det finns rapporter om malar i släktet bagarius som har ätit människor i Gangesfloden, Indien.

### Grouper
Det har hänt att stora goliatgrouperfiskar oprovocerat har anfallit dykare.

## Mollusker

### Tioarmade bläckfiskar
Humboldtbläckfisken, som lever i östra Stilla havet, är ökänd för sin aggressivitet. I Mexiko har den fått namnet "diablo rojo" (spanska för "röde djävulen"), och det har berättats historier om människor som har fallit ner i vattnet och blivit slukade inom ett tiotal sekunder av stim av dessa bläckfiskar. De olika arterna av tioarmade jättebläckfiskar är också potentiella människoätare. Det mesta kring dessa djur är dock okänt, och flertalet fynd utgörs av döda exemplar som hittats uppspolade på stränder eller drivande på havsytan. Det förekommer dock påståenden om jättebläckfiskar som har attackerat båtar. Ett exempel är Olivier de Kersauson, som hävdade att en jättebläckfisk hade hakat sig fast på hans båt och blockerat rodret med tentaklerna 2003.